# Cantonul Hendaye-Côte Basque-Sud
Cantonul Hendaye-Côte Basque-Sud este un canton francez din departamentul Pyrénées-Atlantiques.

## Istorie
Un nou decupaj teritorial al departamentului Pyrénées-Atlantiques a intrat în vigoare în 2015. Acesta a fost definit prin decretul din 25 februarie 2014, în aplicarea legilor din 17 mai 2013 (legea organică 2013-402 și legea 2013-403).
Cantonul Hendaye-Côte Basque-Sud este format din comunele fostului canton Hendaye. Acesta este situat în întregime în arondismentul Bayonne, iar centrul cantonal se află în Hendaye.

## Compoziție
- Hendaye (reședință)
- Biriatou
- Urrugne

## Date demografice
În 2021, cantonul avea 29.556 locuitori, înregistrând o  creștere cu +8,58% față de 2015 (Pyrénées-Atlantiques: +3,43%, Franța fără Mayotte: +2,98%).